# 砂紋

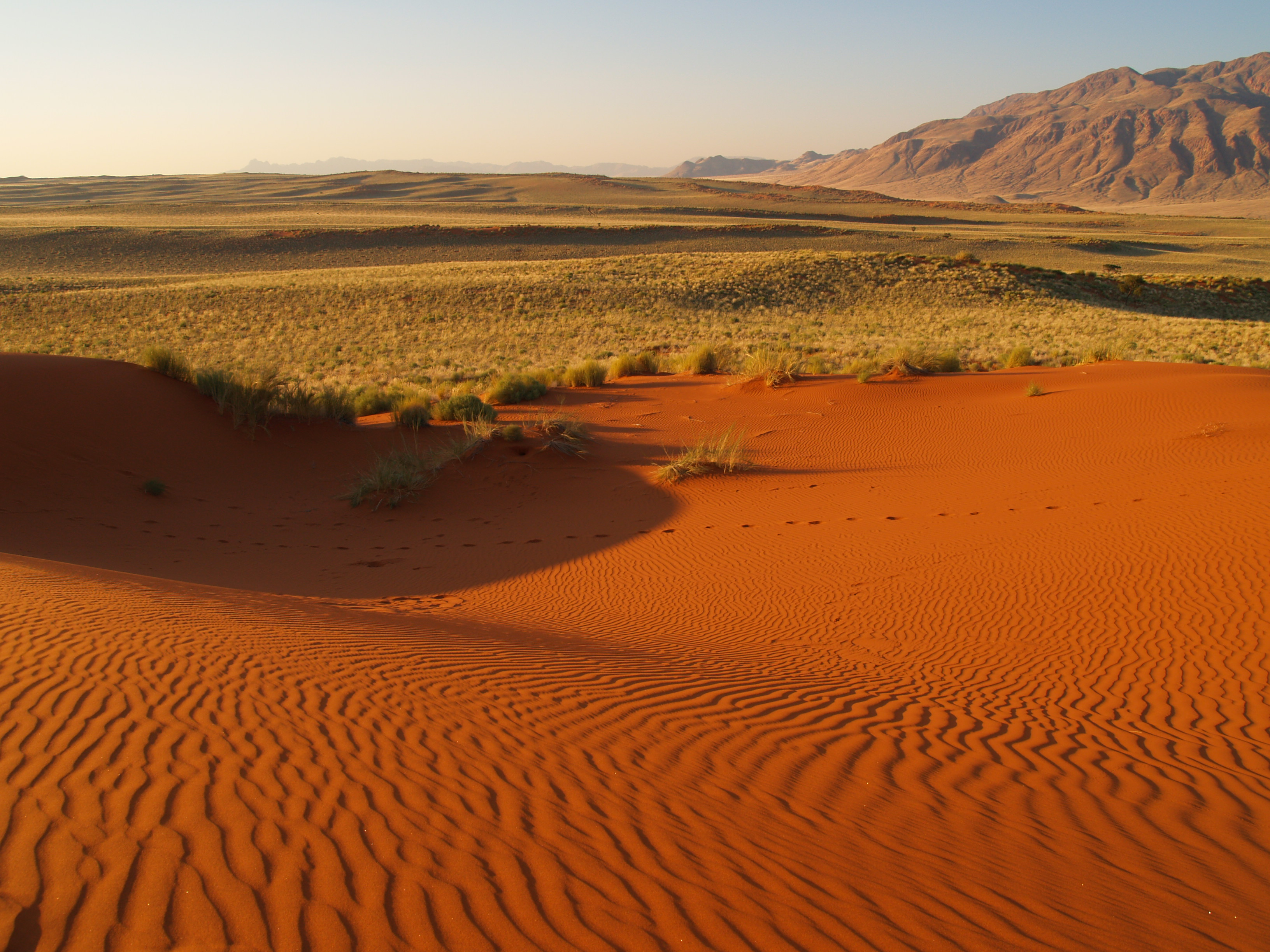
ナミビア砂漠の砂紋

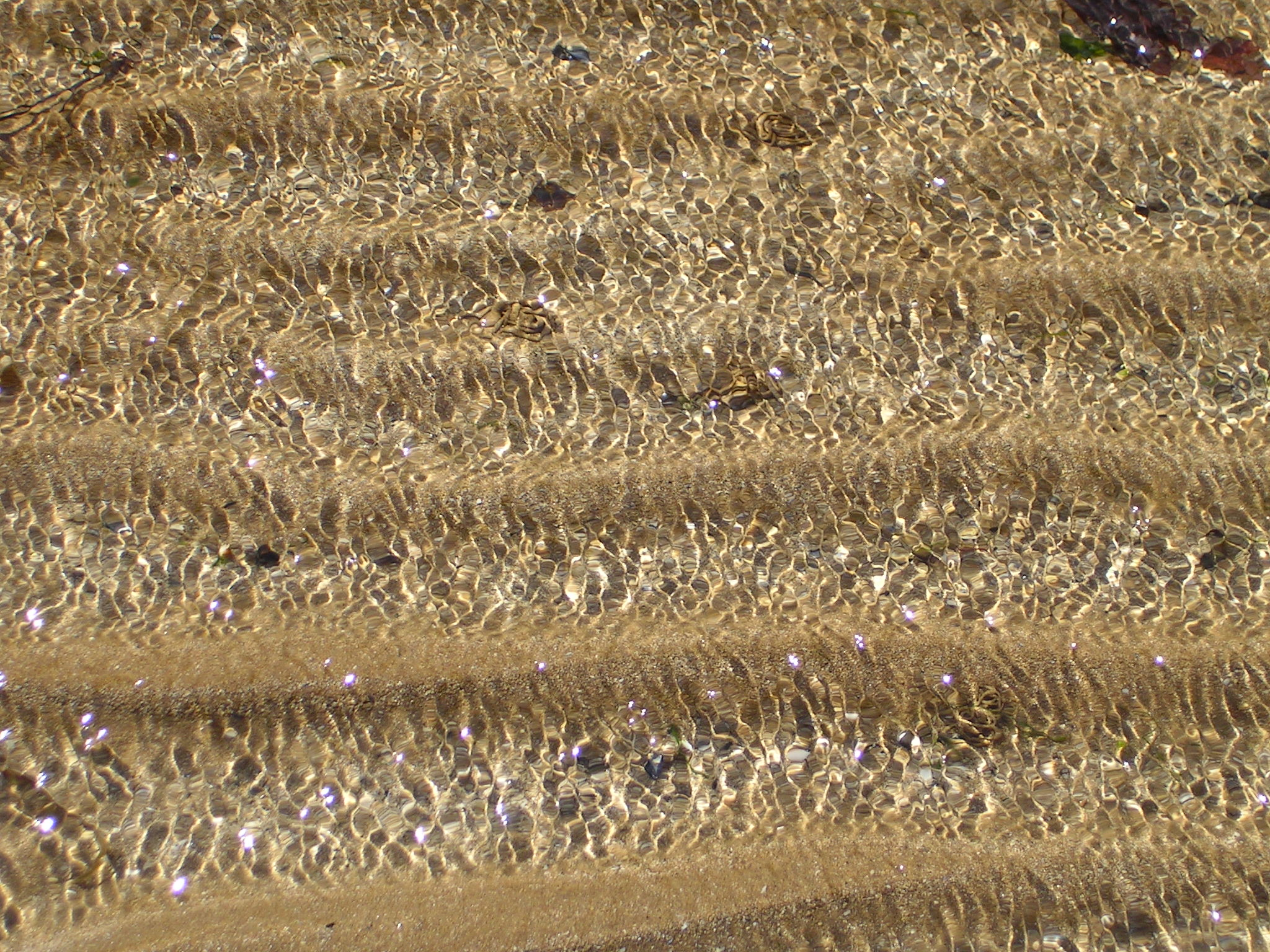
浅瀬の砂紋

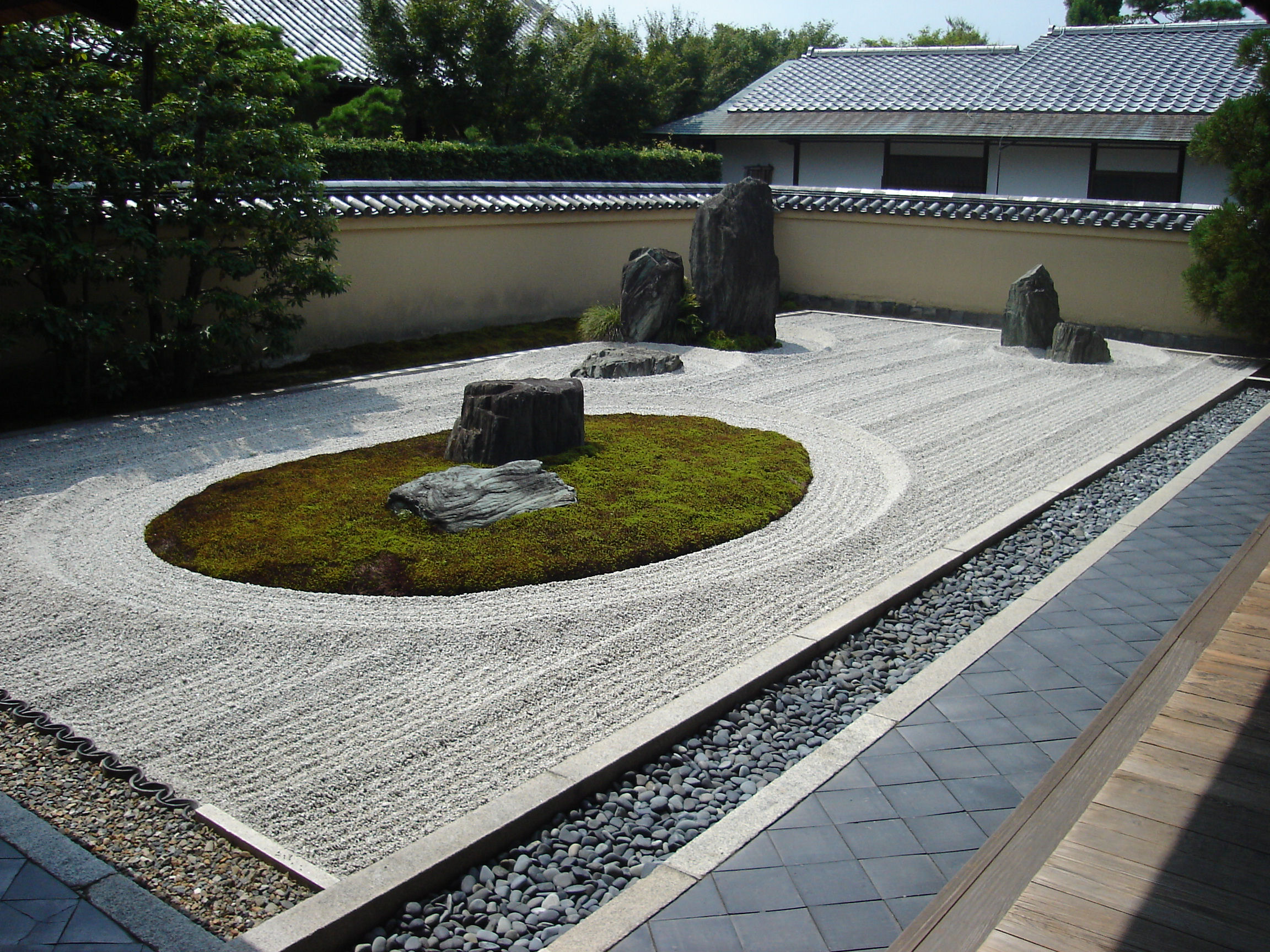
大徳寺、龍源院方丈前石庭

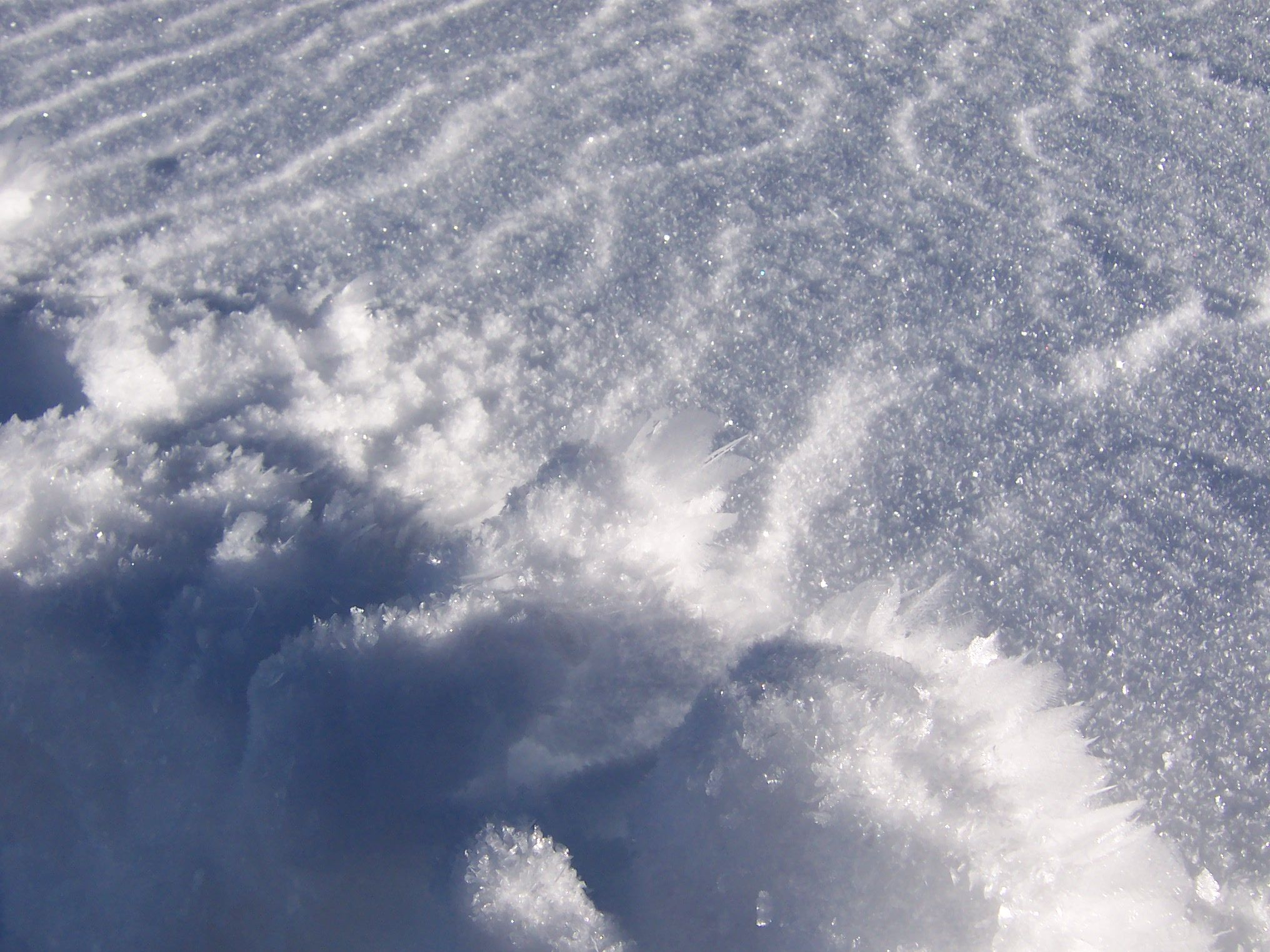
空気の流れで雪の表面に作られた模様、雪紋（風雪紋、ロシア語・英語：サスツルギ、ノルウェー語：シュカブラ）

砂紋（さもん、英:Ripple marks）とは水や空気が流れることによってできる、規則的な波状の起伏。人工的なものでも砂紋と呼ぶことがあるが、多くは自然現象によって生じたものをさす。また砂紋が化石となったものは漣痕と呼ばれる。もともと漣痕は砂紋の意味合いを含んでいたが、今では化石蓮痕の意味合いでしか使われなくなった。したがって、学術的には蓮痕と呼ぶ場合もある。

## 種類

### 海底に生じるもの
海底に生じた砂紋は波跡（なみあと）、砂漣（すなさざなみ）、砂れんなどとも呼ばれる。水面の波が低く水深もそれほど深くないときは紋は微弱で山は位置を変えない。しかし別の流れが加わったり、磯波となって質量移送が存在すると、山は移動し始める。浅海では波状は非対称で、沖に向かう側は平たくて長く、岸に向かう側は険しくて短い。なお往復する水の流れがある程度以上速くなると、山の後ろにできる渦が、砂紋の発達に重要な役割を果たすといわれている。近年は海底写真によって1,000m以上の深海でも砂紋が見出されている。砂紋から流速を推定する研究も行われている。

### 地表に生じるもの
風紋（ふうもん）とも呼ばれ、多くは砂漠、砂丘に見られる。砂は海岸部では0.7mm程度だが、内陸部になるほど粒が小さくなり0.3mmにもなる。いずれも風速3m以上の風が吹くと移動をはじめる。砂紋は風の強さ、風向、粒子の大きさなどでその高さ、幅、周期などが異なる。また干潟や積雪地にも砂紋が見られる。

### 人工的に作られたもの
枯山水に見られる砂紋など、多くは芸術性を求めて作られる。箒目（ほうきめ）とも呼ばれ、井桁紋 網代紋 青海波紋、渦巻紋 曲線紋などの種類が存在する。